# 428年
| 千纪： | 1千纪 |
| 世纪： | 4世纪 \| 5世纪 \| 6世纪 |
| 年代： | 390年代 \| 400年代 \| 410年代 \| 420年代 \| 430年代 \| 440年代 \| 450年代                                                                      |
| 年份： | 423年 \| 424年 \| 425年 \| 426年 \| 427年 \| 428年 \| 429年 \| 430年 \| 431年 \| 432年 \| 433年                                                |
| 纪年： | 戊辰年（龙年）；北魏始光五年，神䴥元年；北凉玄始十七年，承玄元年；北燕太平二十年；夏承光四年，胜光元年；西秦建弘九年，永弘元年；南朝宋元嘉五年 |

## 大事记
- 中国
  - 北魏攻取上邽，夏王赫连昌在安定被擒俘，赫連昌弟赫連定在平涼自稱夏皇帝。
- 其他
  - 4月10日——聶斯脫里成为君士坦丁堡牧首。

## 出生
- 拓跋晃，北魏太武帝拓跋焘的长子，文成皇帝拓跋浚之父。谥景穆太子，追尊为景穆皇帝，庙号恭宗。

## 逝世
- 乞伏熾磐，西秦王